# Chery eQ5
La Chery eQ5 (codice progettuale S61) è una Sport Utility Vehicle ad alimentazione elettrica prodotta dal 2020 dalla casa automobilistica cinese Chery Automobile.

## Storia
Nell'agosto 2019, i vertici della divisione Chery NEV (New Energy Vehicle) dichiararono che l'azienda stava sviluppando una nuova piattaforma interamente in alluminio per modelli di autovetture totalmente elettriche da produrre entro il 2020. Oltre alla piattaforma questi veicoli dovevano portare al debutto nuove tecnologie sia in campo di sicurezza stradale (ADAS) sia in termini di servizi di connessione e condivisione via internet 5G-V2X. Nel dicembre 2019 viene svelato il progetto S61 a cui Chery stava lavorando insieme alla divisione Pininfarina Shanghai. Nell'agosto del 2020 viene presentata la nuova vettura denominata Chery eQ5.

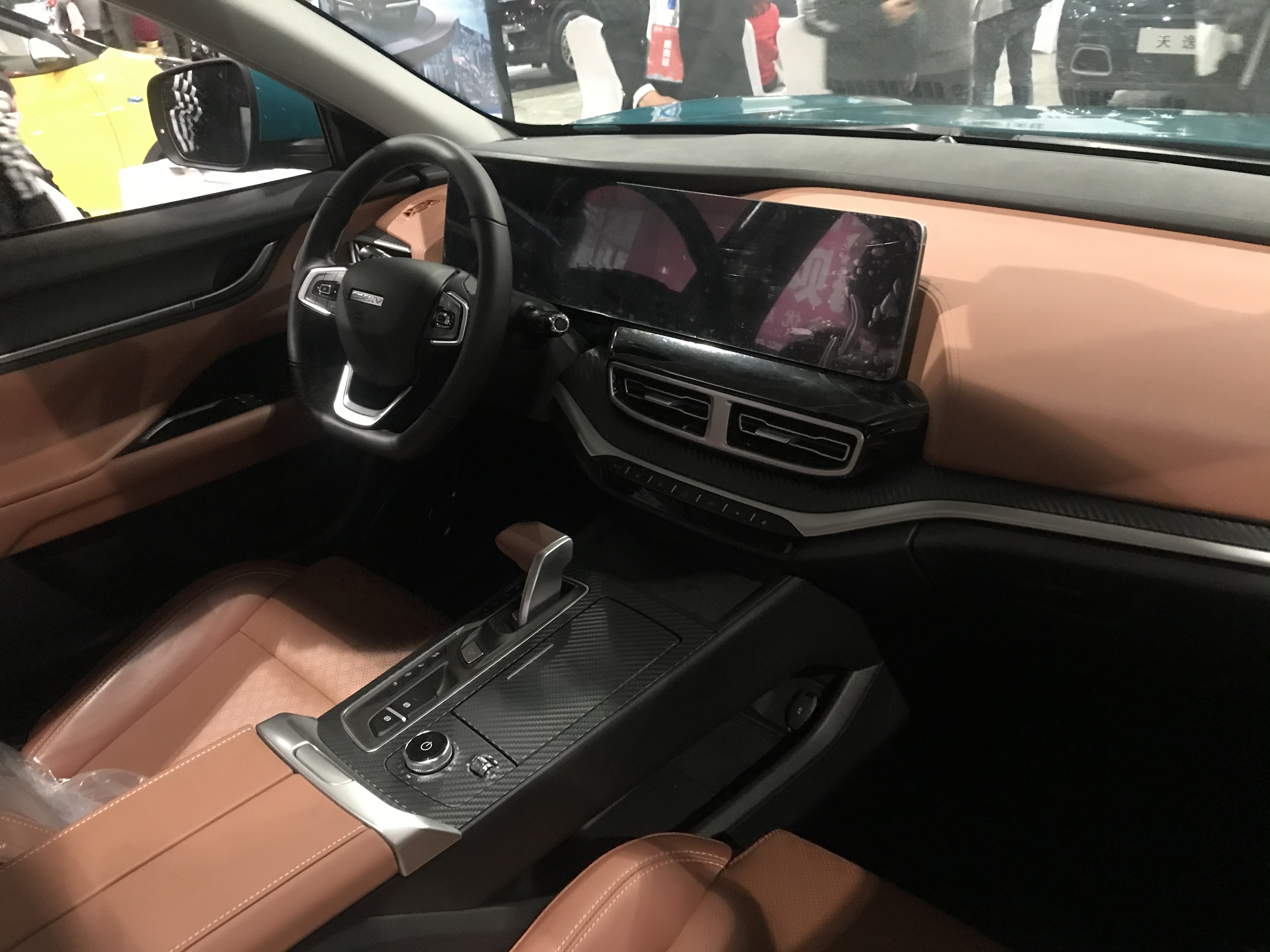
Gli interni

La Chery eQ5 è stata disegnata dalla Pininfarina che ha curato la fase di progettazione e di design presso la propria filiale cinese di Shanghai; la carrozzeria possiede un corpo stile SUV Coupé con una lunghezza totale di 4,63 metri, una larghezza di 1,91 metri e una altezza pari a 1,655 metri con un passo di 2,83 metri.
L'interno della Chery eQ5 presenta un cruscotto completamente digitale da 12,3 pollici abbinato a un display di infotainment touchscreen centrale da 12,3 pollici con sistema Harmony OS di Huawei che possiede numerose funzioni come Wi-Fi, bluetooth, navigatore, caricabatterie wireless, riconoscimento facciale, filtro qualità dell'aria (AQS), connessione internet 5G-V2X. I sistemi di sicurezza presenti di serie sono ADAS del livello 2 con un impianto composto da 20 sensori per le funzioni di cruise control adattivo, assistenza al parcheggio, frenata automatica d'emergenza, monitoraggio dell'angolo cieco, mantenimento corsia e rilevamento pedoni e ciclisti.

## Caratteristiche
La Chery eQ5 utilizza un nuovo telaio realizzato per il 93% della struttura in lega di alluminio-magnesio ad alta resistenza LFS (Lightweight Frame Structure). Il peso del pianale è di 94,4 kg. Le sospensioni anteriori possiedono lo schema a ruote indipendenti di tipo MacPherson con barra stabilizzatrice mentre le posteriori sono di tipo indipendenti Multilink a quattro bracci con barra stabilizzatrice.
Il motore elettrico è di tipo sincrono a magneti permanenti montato sull'asse posteriore e tutte le versioni sono a trazione posteriore. Viene prodotta in tre varianti: base, standard e high con tre differenti potenze.
La base ha il motore elettrico che eroga 163 CV (120 kW) e 250 Nm di coppia, la standard eroga 177 CV (133 kW) e 280 Nm di coppia mentre la high eroga 204 CV (150 kW) e 295 Nm di coppia massima. 
Le varianti base e standard sono abbinate a un pacco batteria agli ioni di litio da 70,1 kWh che pesa 456 kg e l'autonomia nel ciclo NEDC è di 510 km, la variante high utilizza un pacco batteria agli ioni di litio da 88 kWh con una autonomia NEDC pari a 620 km.